# Julius Busse
Fritz Paul Julius Busse (* 30. März 1882 in Berlin; † 7. Juli 1967 in Meisenheim) war ein deutscher Forstwissenschaftler.

## Leben
Er war der Sohn des Agenten der kgl. Hauptverwaltung der Staatsschulden Paul Busse und dessen Ehefrau Emmy geborene Schneider. Nach dem Abitur am Humanistischen Gymnasium in Lichterfelde bei Berlin begann er 1900 ein Studium der Rechts- und Staatswissenschaften an den Universitäten Bonn und Berlin, das er durch Militärdienst abbrach. Er erkannte sein Interesse an Forstwirtschaft und begann 1902 Forstwissenschaften in Eberswalde und München zu studieren. 1904 bestand er die Forstreferendarprüfung. Danach studierte er erneut Rechts- und Staatswissenschaften, diesmal an der Universität Göttingen. 1908 wurde Julius Bosse Forstassessor und 1910 Lehrbeauftragter an der Forstakademie München.
An der Universität Gießen promovierte Julius Busse 1911 zum Dr. jur., zu diesem Zeitpunkt lebte er in Hann. Münden. 1915 erfolgte seine Ernennung zum Oberförster. 1919 wurde er Dozent an der Forstlichen Hochschule in Eberswalde, wo er außerdem als Lehrrevierverwalter des Lehrforstes Biesenthal tätig war. Am 1. April 1922 erfolgte seine Ernennung zum ordentlichen Professor für Forstliche Ertragskunde an der Forstlichen Hochschule in Tharandt. Außerdem war er Vorstand des Instituts für forstliche Ertragskunde. 1930 ging er mit 48 Jahren in den vorzeitigen Ruhestand und unternahm ausgedehnte Studienreisen. Er lebte in Tharandt und zuletzt in Meisenheim, wo er 1967 mit 85 Jahren starb.

## Familie
1908 heiratete Julius Busse die Forstmeistertochter Käte Rohnert. Aus der Ehe gingen drei Töchter hervor.

## Werke (Auswahl)
- Der Cattenbühl, das heutige Lehrrevier der Forstakademie Münden im 18. Jahrhundert. In: Zeitschrift für Forst- und Jagdwesen 43 (1911), S. 154–174.
- Schlüssel zur Waldwertrechnung. Formeln und Lehrbeispiele mit allen zum Studium und praktischen Gebrauch der Waldwertrechnung einschließlich der Forststatik notwendigen Erläuterungen und Rechenhilfen. Ludwigsburg 1948.